# Battarrea
Battarrea là một chi nấm thuộc họ Tulostomataceae.

## Danh sách các loài
- Battarrea arenicola Copel. (1904)
- Battarrea franciscana Copel. (1904)
- Battarrea gaudichaudii Mont. (1834)
- Battarrea guachiparum Speg. (1898)
- Battarrea guicciardiniana Ces. (1875)
- Battarrea laciniata Underw. ex V.S. White
- Battarrea levispora Massee (1901)
- Battarrea muelleri Kalchbr. (1880)
- Battarrea patagonica Speg. (1898)
- Battarrea phalloides (Dicks.) Pers. (1801)
- Battarrea stevenii (Libosch.) Fr. (1829)
- Battarrea tepperiana F. Ludw. (1889)